# Myrmedophila americanus
Myrmedophila americanus is een keversoort uit de familie harige schimmelkevers (Cryptophagidae). De wetenschappelijke naam van de soort werd in 1879 gepubliceerd door John Lawrence LeConte.